# Delito político
El delito político, en sentido amplio, es el delito cometido contra el Estado, pero su definición exacta es controvertida ya que hay estados, como España, que no lo incluyen en su Código Penal, aunque sí lo mencionan en los tratados de extradición con otros estados para excluir de los mismos a los acusados de haber cometido un delito político, siguiendo el mandato constitucional: "Quedan excluidos de la extradición los delitos políticos, no considerándose como tales los actos de terrorismo" (Art. 13.3.).

## Historia
La concepción moderna del delito político aparece por primera vez en el Código penal de 1791 aprobado durante la Revolución Francesa en el que el delito de lèse majesté, que en el Antiguo Régimen castigaba cualquier atentado contra la persona del rey, su familia o sus funcionarios inmediatos, se transforma en el delito de lèse nation, en un crimen contra el Estado. "A partir de esa fecha, en algunos países europeos más lentamente que en otros, el Estado, la nación o el pueblo, más vastos y más abstractos, eran postulados como el objeto del crimen político, y no, o no exclusivamente, la persona del gobernante, su familia y sus servidores", afirma Edward Peters.
La definición de las conductas que se incluían en el delito político fluctuaron a lo largo del siglo XIX –por ejemplo, el encubrimiento de una traición o no informar de ella a las autoridades apareció, desapareció y volvió a aparecer en los diversos códigos penales- y los juicios de este tipo de crímenes fueron objeto de críticas, como la de François Guizot que advertía del peligro de juzgar intenciones y no hechos, y de que las presunciones suplantaran a las pruebas, ya que en muchas ocasiones los testimonios provenían de espías, informadores y agents provocateurs, además de que la prensa era con frecuencia excluida de las salas de sesiones.
En el siglo XIX se reconocían dos tipos de delito político: el interno y el externo. Al principio el castigo que mereció el primer tipo no fue demasiado severo, pero a partir de 1870 el criminal político dejó de ser visto como un reformador idealista y pasó a ser considerado un traidor a la unidad nacional, a un pueblo (del que Estado solo era su expresión), siendo equiparado con el delito político externo. En este cambio en la consideración del delito político tuvieron mucho que ver las crecientes tensiones que se vivieron entre las potencias europeas en las décadas anteriores a la Primera Guerra Mundial, así como el proceso de "nacionalización de las masas" que experimentaron los Estados europeos durante esos mismos años. "Ahora, el Estado, como la ley, representaba y hasta personificaba a un pueblo, y se la hacía funcionar de acuerdo con la voluntad del pueblo; quienes se oponían a él, criminales ordinarios o criminales políticos, se oponían a la voluntad del pueblo, y gradualmente el criminal político llegó a ser considerado más peligroso –y más repulsivo- que el criminal ordinario". Una idea sobre la supuesta vulnerabilidad de los estados que se vio confirmada por la amenaza de los movimientos revolucionarios y cuya principal manifestación fue la irrupción del terrorismo anarquista en las décadas finales del siglo XIX y las primeras del siglo XX.